# NGC 4912
NGC 4912 је ознака објекта на координатама са ректансцензијом 13h 0m 46,0s и деклинацијом + 37° 22" 42'. Открио га је Лоренс Парсонс, 24. априла 1865. Каснијим посматрањима на том положају није уочен никакав астрономски објекат.